# Pseudophisma sinuata
Pseudophisma sinuata är en fjärilsart som beskrevs av William Schaus 1901. Pseudophisma sinuata ingår i släktet Pseudophisma och familjen nattflyn. Inga underarter finns listade.